# سوزان کلوتیر
سوزان کلوتیر (انگلیسی: Suzanne Cloutier؛ ۱۰ ژوئیهٔ ۱۹۲۳ – ۲ دسامبر ۲۰۰۳) هنرپیشه اهل کانادا بود. وی در اقتباس سینمایی اتلو به کارگردانی اورسن ولز در سال ۱۹۵۲ در نقش دزدمونا بازی کرد.